# برانگتسا سوخووولسکا
برانگتسا سوخووولسکا (به لهستانی:  Branica Suchowolska) یک روستا در لهستان است که در گمینا ووخنگ واقع شده‌است.